# Francisco Villavicencio Cárdenas
Francisco Javier Villavicencio Cárdenas es un abogado, notario público y  político peruano. Fue consejero regional del Callao entre 2003 y 2006 y congresista por El Callao entre 2016 a 2019.
Nació en El Callao, Perú, el 3 de diciembre de 1960. Cursó sus estudios primarios y secundarios en su ciudad natal. Entre 1980 y 1985 cursó estudios superiores de derecho en la Universidad San Martín de Porres titulándose de abogado. Desde 1996 es notario en la provincia constitucional del Callao, específicamente en el distrito de Carmen de La Legua-Reynoso. Como tal, fue presidente de la Junta de Decanos de los Colegios de Notarios del Perú entre 2011 a 2012 y decano del Colegio de Notarios del Distrito Notarial del Callao desde el 2015.
Entre 2003 y 2006 fue miembro del partido Perú Posible. En las elecciones regionales del 2002 fue candidato a consejero regional del Callao por Perú Posible obteniendo la representación. Posteriormente fue candidato fujimorista al Congreso en las elecciones generales de 2016 obteniendo la representación como congresista por El Callao. Durante su gestión participó en la formulación de 211 proyectos de Ley de las que 45 fueron aprobadas como leyes.

## Gestión como congresista
Formó parte de la bancada fujimorista del congreso hasta el 3 de junio del 2019 cuando renunció a ésta por "razones de conciencia". Anteriormente, el 13 de julio del 2018, se difundió un audio en el cual se escuchó al entonces Presidente de la Corte Superior de Justicia del Callao, Walter Ríos, investigado por el caso Los Cuellos Blancos del Puerto, pedirle a Villavicencio Cárdenas, entonces vicepresidente de la Comisión de Justicia del Congreso, para que interceda a favor de la esposa de Ríos ante el Ministerio de Justicia. Durante su periodo como congresista, a pesar de que las normas legales prohíben que los parlamentarios puedan contratar con el estado, su notaría brindó servicios a los ministerios de Defensa, Producción y del Interior por un monto superior a los 160.000 soles. Su mandato fue interrumpido el 30 de septiembre del 2019 cuando el presidente Martín Vizcarra disolvió el congreso. 
El 2017 se hizo conocido que en la notaría de Villavicencio Cárdenas se constituyeron 53 empresas de fachada entre el 2013 y 2015 a nombre del ciudadano estadounidense Juan Pablo Granda para la supuesta realización de negocios ilegales sin que Villavicencia hubiera cumplido con su obligación de informar estas operaciones como sospechosas ante la Unidad de Inteligencia Financiera.

## Luego de su gestión
En junio del 2019, Villavicencio renunció a Fuerza Popular y se inscribió en el partido Alianza para el Progreso. En diciembre de 2020, la Policía Nacional del Perú procedió a allanar la notaría de Villavicencio Cárdenas además de otras de la provincia constitucional del Callao pues se determinó que en esta se habrían expedido actas de autorización notarial para el viaje de menores de edad al extranjero sustentadas en poderes falsos supuestamente otorgados por el cónsul de Perú en México.